# セントクロワの戦い
セントクロワの戦い（－のたたかい、Battle at St. Croix）は、ル・ルートル神父戦争中の1750年の春に、ノバスコシアのセントクロワで起きた戦闘である。この戦いでは、ニューイングランド・レンジャーズとミクマク族が3日間にわたって交戦した。

## 歴史的背景

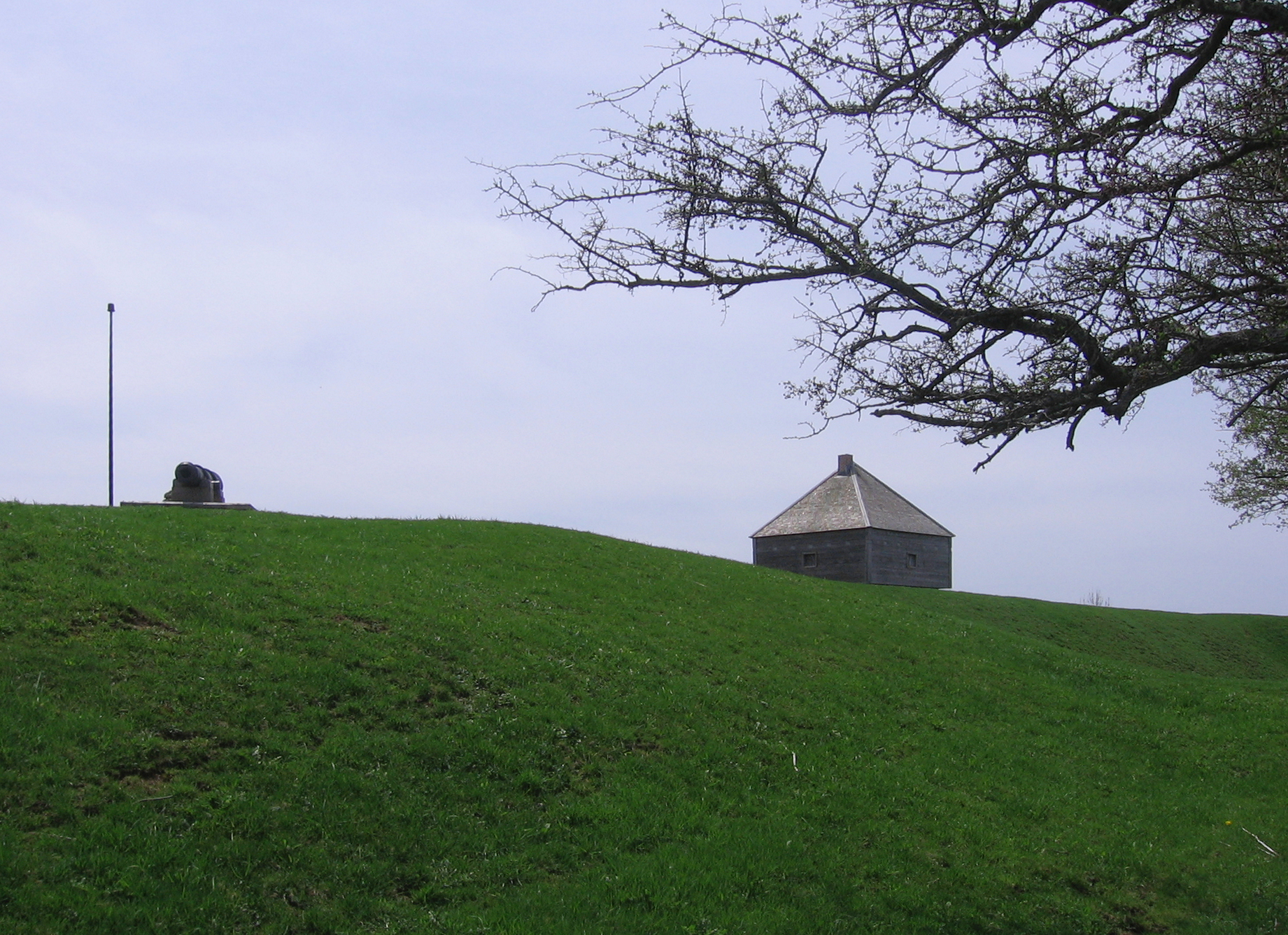
エドワード砦跡（2006年撮影）

1710年のポートロワイヤルの戦いでイギリス領となったにもかかわらず、ノバスコシアの大部分の住民は、カトリックを信奉するアカディア人と、ミクマク族だった。この地域への、プロテスタントの入植地の建設を阻むため、ミクマク族は、1715年に、現在のシェルバーンに建設された入植地を、1720年にカンゾに建てられた入植地を襲撃した。それから年月が過ぎ、1749年の6月21日に、エドワード・コーンウォリスが13隻の輸送艦を率いてハリファックス建設のために到着したのを受けて、ル・ルートル神父戦争が始まった。イギリスは一方的にハリファックスの建設に取り掛かり、1726年のラル神父戦争後にミクマク族と結んだ条約をないがしろにした。
ハリファックス建設の1年半の間、イギリスはノバスコシアの監視を強化し、主だったアカディア人の集落に砦を築いた。現在のウィンザー（エドワード砦）、グランプレ（ヴュー・ロジ砦）、そしてシグネクト地峡（ローレンス砦）である。また、アカディアの大都市であるアナポリスロイヤルにもイギリスの砦があり、港と隣接していなかったものの、コベキドにも砦があった）。
1749年9月30日、襲撃に先だって40人ほどのミクマク族が、ダートマスで材木を製材していた6人の男を攻撃した。6人のうち4人がその場で殺され、1人が捕囚されたがもう1人は逃げた。ミクマクに殺されたもののうち、2人は頭皮を剥がれ、他の2人の首は斬り落とされた。レンジャーズ（猟兵隊）の部隊がミクマク族の後を追い、2人の首をはねて1人の頭皮を剥いだ。
1749年10月2日のダートマスへの襲撃への対応として、コーンウォリスはすべてのミクマク族の首に懸賞を掛けた。懸賞額は、その当時フランスが、イギリス人の頭皮1枚につきミクマク族に与えていたのと同額にした。さらに、この任務を遂行するために、2つのレンジャーズの中隊が組織され、うち1つをフランシス・バルテーロ大尉、もう1つをウィリアム・クラファム大尉が指揮して、ジョン・ゴラムの部隊と共に行動した。この3つの隊は、ミクマク族を探して管轄地域を行き来していた。10月半ばまでにヴュー・ロジには駐屯兵が入った。条約不履行のため、そして、ジョージ王戦争後のアーヘンの和約のために、フランスが兵を出せず、ミクマク族のイギリスへの敵意を扇動したため、イギリスにいい印象を抱いていなかったミクマク族は、1749年11月27日に、砦の周囲を測量していた中尉のジョン・ハミルトンと18人の兵士を、マリシート族と共に不意打ちし、捕虜にした。その後砦を攻略しようとしたがうまく行かず、捕虜と共にシグネクト地峡へ撤退した。

## 戦闘

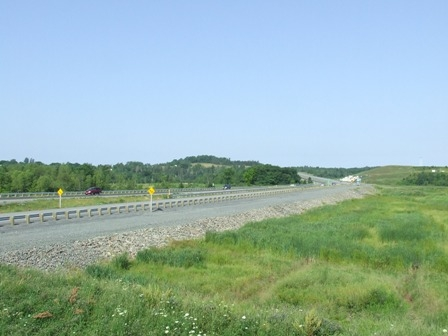
バトルヒル

1749年12月17日、ハリファックスからグランプレまでは道が整備されていたが、その路上で、コーンウォリスはゴラムに、連絡の妨げとなるインディアンたちの道を一掃してしまうように命じた。その後、1750年の3月18日、ゴラム指揮下の猟兵隊がサックヴィル砦（現在のベドフォード）を出発して、総督コーンウォリスの命令のもとピジキド（ピジキトまたはピジキ、現在のウィンザー）へ向かった。彼らの目的はピジキドに砦を作ることだった。このゴラム指揮下の猟兵隊に関する証言は、すべてイギリス側の文献によるものである（当時のインディアンとの戦闘の記録は、イギリス側の資料しかない）。
3月20日の正午ごろ、ゴラムと兵士たちは、セントクロワ川沿いのアカディア人の集落に着いたところ、5軒しかない民家がすべて無人なのに気が付いた。そして、対岸の藪にミクマク族が潜んでいるのを察し、レンジャーズは銃撃を始めた。この小競り合いは包囲戦となり、ゴラムの兵たちは製材所や2軒の家に避難した。「バトルヒル」（Battle Hill）周辺での砲撃の間、レンジャーズはゴラムを始め3人の負傷者を出した。ゴラムは太ももに銃弾を受けつつも、その痛みに耐えていた。戦闘は熾烈なものとなり、サックヴィル砦へ援軍の要請が送られた。サックヴィル砦への伝令は、28マイル（約45キロ）の距離を8時間で走破した。

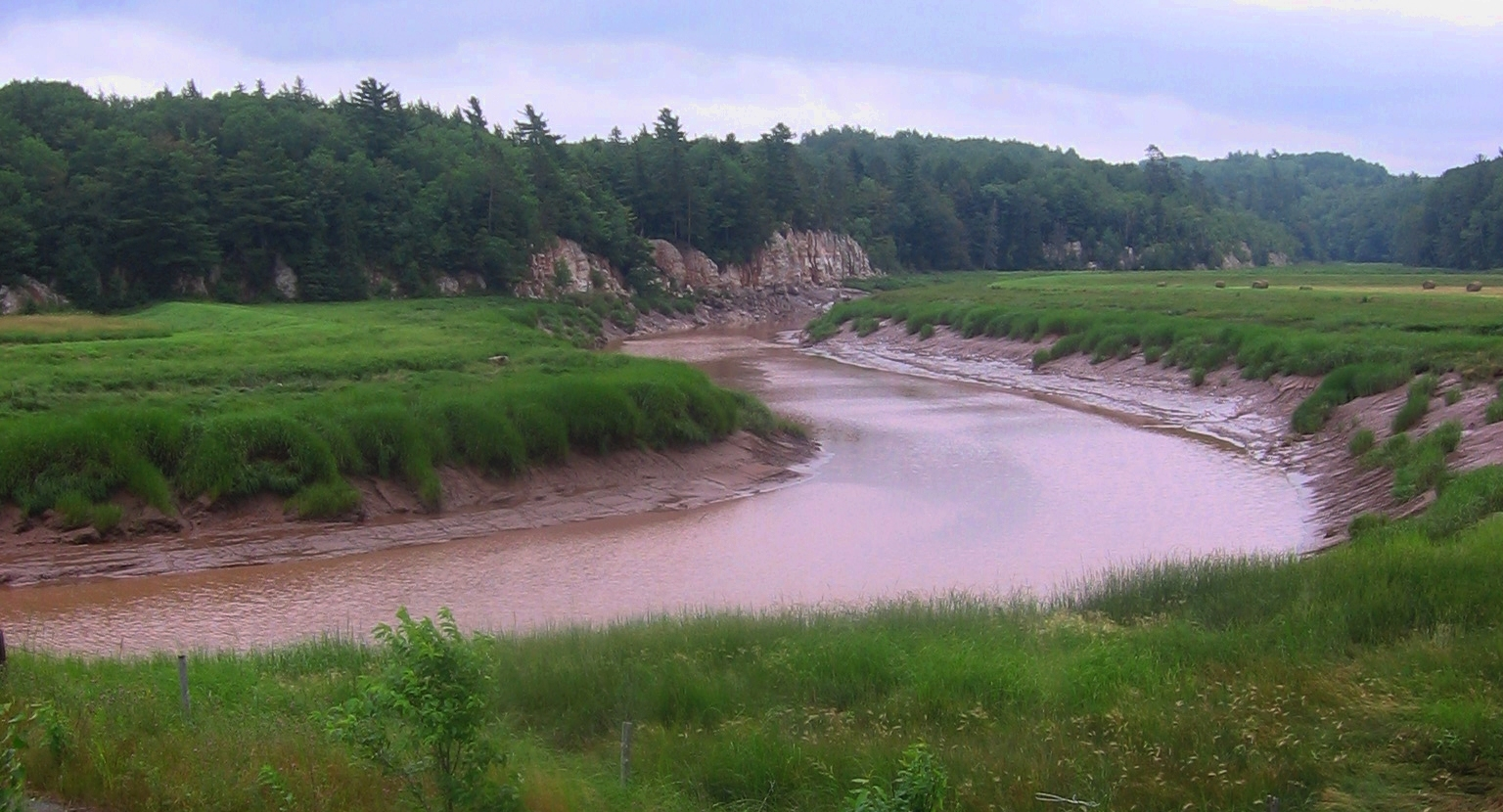
セントクロワ川下流地域

3月22日、援軍の要請に対して、コーンウォリスはクラファムとセントロー両大尉の連隊を出動させた。2台の野砲を持つこの2つの隊は、ピジキドでゴラムに合流する予定だった。援軍のおかげで戦闘での形勢は一転し、ミクマク族は撤退を強いられた。

### ゴラムの砦建設
この戦いの後、ゴラムと応援軍は引き続きピジキドをめざした。ピジキドに着いたゴラムはラソンプション（現在のエドワード砦）の教会に陣取って、周囲の辺境地帯で、ミクマク族追討の任務を使命を続けた。